# Brachystelma mortonii
Brachystelma mortonii là một loài thực vật có hoa trong họ La bố ma. Loài này được C.C.Walker mô tả khoa học đầu tiên năm 1981.